# Lužkovice
Lužkovice je vesnice, část krajského města Zlín. Nachází se asi 6 km na východ od Zlína. Je zde evidováno 291 adres a 20 ulic. Trvale zde žije 614 obyvatel.
Lužkovice je také název katastrálního území o rozloze 4,66 km².
Lužkovice jsou obsluhovány vybranými spoji trolejbusové linky 11, která do oblasti zajíždí s využitím hybridního pohonu.